# Ophiocnemis marmorata
Ophiocnemis
Genre
Espèce
Ophiocnemis marmorata, unique représentant du genre Ophiocnemis, est une espèce d'ophiures de la famille des Ophiotrichidae.

## Description
C'est une petite ophiure grise marbrée, au disque central hérissé de granulosités mais dont les boucliers radiaires, triangulaires, sont tellement importants (quoique non confluents) que le motif de fond est généralement réduit à une forme de soleil à dix rayons droits. 

## Habitat et répartition
Cette ophiure est connue pour vivre principalement sur de gros animaux pélagiques lents, typiquement de grosses méduses ; on peut toutefois la retrouver sur l'estran quand son hôte s'y est échoué. 
C'est une espèce que l'on retrouve dans tout l'Indo-Pacifique tropical, mais de manière discontinue car elle est soumise à ses hôtes, dépendants du courant. 

## Systématique
Le nom valide complet (avec auteur) de ce taxon est Ophiocnemis marmorata (Lamarck, 1816). Le genre Ophiocnemis a été créé en 1842 par Müller et Troschel,.
L'espèce a été initialement classée dans le genre Ophiura sous le protonyme Ophiura marmorata Lamarck, 1816,.
Ophiocnemis marmorata a pour synonymes :
- Ophiothrix clypeata Ljungman, 1866
- Ophiura marmorata Lamarck, 1816

## Publications originales
- Genre Ophiocnemis :
  - (de) Johannes Müller et Franz Hermann Troschel, System der Asteriden, Brunswick, Vieweg Verlag, 1842, 196 p. (OCLC 12181643, LCCN 06022011, DOI 10.5962/BHL.TITLE.11715, lire en ligne).
- Espèce Ophiocnemis marmorata, sous le taxon Ophiura marmorata :
  - (fr + la) de Lamarck, « Ordre Second. Radiaires Échinodermes », dans Histoire naturelle des animaux sans vertèbres, t. 2, Paris, Verdières, mars 1816, 568 p. (lire en ligne), p. 522-568.